# Spilosoma sparsalis
Spilosoma sparsalis är en fjärilsart som beskrevs av Walker 1864. Spilosoma sparsalis ingår i släktet Spilosoma och familjen björnspinnare. Inga underarter finns listade i Catalogue of Life.